# محمدسعید رمضان البوطی
محمدسعید رمضان البوطی (به عربی: محمد سعيد رمضان البوطي) یک روحانی مسلمان اهل سنت بود که به عنوان «شیخ شام» نیز شناخته می‌شد. او در ۲۱ مارس ۲۰۱۳، در طول جنگ داخلی سوریه، در اثر انفجار بمب کشته شد، با این وجود سوالات بسیاری در مورد مرگ وی درپی صحنه‌های فیلم (انفجار) مطرح شده‌است.
البوطی بیشتر از هر کسی پس از رئیس‌جمهور بشار اسد، برای بینندگان تلویزیونی سوریه آشنا بوده‌است. بوطی بیشتر نویسنده بوده، بیش از شصت کتاب در مورد موضوعات مختلف اسلامی؛ و محقق مهمی در رویکرد مبتنی بر چهار مکتب اسلام سنی و عقاید صحیح اشعریت به‌شمار می‌آید. او غیر از آثار مذهبی خود، در ادبیات نیز کار کرده‌است. به عنوان مثال، او مام و زین (اثر احمد خانی نویسنده و شاعر مشهور کرد)، داستان معروف کردی را به عربی ترجمه کرد.

## زندگی‌نامه
بوطی در سال ۱۳۴۷ هجری قمری برابر با ۱۹۲۹ میلادی در روستایِ جلیکا در اطراف شهر جزیره بوطان زاده شد؛ این شهر در ترکیه و در همسایگی عراق و سوریه واقع است. وی و خانواده‌اَش، به سبب انتساب به جزیره بوطان، بوطی نام گرفتند. در سال ۱۹۳۳ میلادی، هنگامی که محمد رمضان تنها چهار سال داشت، به همراهیِ پدرش ملا رمضان بوطی به دمشق هجرت کرد. سبب این هجرت مخالفتِ ملّارمضان با افکارِ اسلام‌ستیزانهٔ آتاتورک بود. بوطی از خانواده‌ای کردی بود و کردی زبانِ مادری‌اَش به‌شمار می‌رفت. پس از رسیدن به دمشق، مادرِ محمّد رمضان جان باخت و پدرش زنی ترکی را به همسری گرفت. بدین سبب، محمّد رمضان به سه زبان عربی، کردی و ترکی مسلّط بود.
زمانی که خانواده وی به دمشق مهاجرت کردند او تنها چهار سال سن داشت، بوطی خیلی زود در آموزش دینی در دمشق ثبت نام کرد؛ در یازده سالگی قرآن و سیره نبوی را نزد شیخ حسن حبنکه و و شیخ المرادینی در مسجد منجک واقع در بازار المیدان دمشق فراگرفت. بعدها وقتی این مسجد به مؤسسه جهت‌گیری و ارشاد (مدرسه علوم دینی) اسلامی مبدل شد؛ تا سال ۱۹۵۳/م به مطالعه و یادگیری تفسیر قرآن، منطق، بلاغت و اصول اساسی احکام اسلامی (اصول و فقه)، درسال ۱۹۵۴/م برای تکمیل تحصیلات کارشناسی در دانشکده شریعت الازهر؛ به مصر سفرکرد. با اتمام دورهٔ سه ساله در حقوق از دانشکده شریعت و دیپلم دیگری در آموزش از دانشکدهٔ انگلیسی بازهم در الازهر، بوطی با افتخار تدریس و کسب صلاحیت لازم (اجازه‌نامه در علوم دینی) و یک دیپلم در آموزش به دمشق بازگشت.

## گرایش سیاسی
محمد رمضان سعید البوطی در جریان جنگ داخلی سوریه به صورت علنی از بشار اسد که متعلق به اقلیت شیعه مذهب علوی‌ست حمایت می‌کرد. وی قیام مسلّحانه علیه نظامِ حاکم را (هرچند آن نظام ظالم باشد) حرام می‌دانست؛ و معتقد بود که این رویه به جنگِ داخلی و آشوب خواهد انجامید. با آغازِ انقلاب و ناآرامی در سوریه، به تدریج از محبوبیتِ بوطی در میانِ گروه‌های مخالفِ نظام کاسته شد؛ و مخالفانِ اسد کتاب‌های او را سوزاندند.
وی، با وجود این که از نظام بشار اسد حمایت می‌کرد، کشتارِ تظاهرکنندگان علیه نظام را نیز محکوم می‌کرد و بارها نیروهای نظامی را از این کار بازداشت. هنگامی که سربازی در مورد شلیک به تظاهرکنندگان از او استفتاء کرد، بوطی کشتنِ تظاهرکنندگان را حرام دانست و به این سرباز گفت که نباید جانِ خود را بر جانِ دیگران مقدّم بداند.
از او منتشر شده بود که وی سجده بر روی تصویر بشار اسد را مجاز دانسته بود. در حالی که او این کار را نشانه‌ای از کفر می‌دانست؛ و به بشار اسد نیز در این باره هشدار داده بود.

## ترور
در تاریخ ۲۱ مارس ۲۰۱۳، محمد رمضان سعید البوطی، در مسجد ایمان در منطقه «مزرعه» در مرکز دمشق، طی یک حمله انتحاری کشته‌شد. وی ۸۴ سال داشت. دولت و مخالفان هر یک دیگری را به کشتن علامه دکتر بوطی متهم می‌کنند. بشار اسد در پیامی این ترور را محکوم کرد و مخالفان دولت را به دست داشتن در این اقدام متهم ساخت. ارتش آزاد سوریه دست‌داشتن در این حمله انتحاری را تکذیب کرده و مدعی شده‌است که این گروه هیچ‌گاه به مساجد حمله نمی‌بَرد.
شیخ «محمد البوطی» از جمله شخصیت‌های تاثیرگذار و خطیب مسجد اموی که نقل شده بوده که وی ترور شده‌است، این ادعا را بی اساس و تکذیب نموده است.

### واکنش‌ها
درگذشت وی واکنش‌های زیادی را به همراه داشت. شورای امنیت، دبیرکل سازمان ملل متحد، محافل مصری، روسیه، الجزایر و ایران، کشته شدن علامه البوطی را محکوم کردند.